# 奥廖利塔
奥廖利塔（義大利語：Orio Litta），是意大利洛迪省的一个市镇。总面积9平方公里，人口2019人，人口密度224.3人/平方公里（2009年）。ISTAT代码为098042。